# Nostalgia (GARNET CROWの曲)
『Nostalgia』（ノスタルジア）は、GARNET CROWの34枚目のシングル。2012年9月26日にGIZA studioから発売された。規格品番は、初回限定盤はGZCA-7168、通常盤はGZCA-4136。

## 概要
前作から1年以上のブランクがあるのは「Smiley Nation」以来2度目となった。また、初回限定盤（CD＋DVD）、通常盤（CDのみ）の2形態でのリリースで、ジャケットと収録曲が異なるのは、「花は咲いて ただ揺れて」以降5作続けてとなった。通常盤のみカップリング曲が1曲追加収録されるのも、2作連続である。
規格品番は、前述の通り初回限定盤はGZCA-7168、通常盤はGZCA-4136となっている。これは、初回限定盤は前作の7166から間にCaos Caos Caosの『Let's stand up』を挟んだのみ、通常盤は前作の4135から間に何も挟んでいない。
発売後行われたライブツアー最終日となる2013年3月30日の東京公演で、6月9日のライブをもっての解散を発表した。これにより、本作が最後のシングルとなった。

## 収録曲
- 全作詞：AZUKI七、作曲：中村由利、編曲：古井弘人

### 初回限定盤
CD
1. Nostalgia
日本テレビ系『ハッピーMusic』9月エンディングテーマ[1]
2. 風の中のオルゴール
3. Nostalgia -Instrumental-

DVD
1. Nostalgia -Music Clip-

### 通常盤
1. Nostalgia
2. 風の中のオルゴール
3. Happy swallow
4. Nostalgia -Instrumental-

## 収録アルバム
Nostalgia
- Terminus
- THE ONE 〜ALL SINGLES BEST〜

風の中のオルゴール
- GARNET CROW REQUEST BEST
- GARNET CROW BEST OF BALLADS